# ساندي مكدونالد
ساندي مكدونالد (بالإنجليزية: Sandy McDonald)‏ هو كاهن بريطاني، ولد في 5 نوفمبر 1937 في بيشاب بريغز في المملكة المتحدة، وتوفي في 17 مارس 2016 في Erskine, Renfrewshire ‏ في المملكة المتحدة.